# Black Myth: Wukong
Black Myth: Wukong (кит. упр. 黑神话：悟空, пиньинь Hēi shénhuà: Wùkōng, палл. Хэй Шэньхуа: Укун, буквально: «Тёмный миф: Укун») — компьютерная игра в жанре ролевого экшна, основанная на классическом китайском романе «Путешествие на Запад». Разработчиком игры выступила китайская студия Game Science. Проект был выпущен 20 августа 2024 года, получив высокие оценки от профильной прессы и поставив рекорд среди одиночных игр по одновременной игре в Steam. Признана «Игрой года» по версии Golden Joystick Awards и «Лучшим экшеном» на The Game Awards 2024.

## Игровой процесс
Некоторые СМИ сравнивают игру с проектами серии Souls, однако разработчики предпочитают относить Black Myth: Wukong к жанру action/RPG. Игрок управляет обезьяной (чей образ базируется на Сунь Укуне), сражаясь на уровнях с различными противниками. Помимо обычной формы, у главного героя есть возможность принимать разные формы, такие как летающее насекомое или гигантский монстр.
Игра имеет линейную структуру уровней. Прохождение сюжетной кампании Black Myth: Wukong занимает около 40 часов (основные испытания), при прохождении побочных миссий придётся рассчитывать примерно на 70 часов геймплея. 100%-ное прохождение игры занимает до 90 часов  — из-за большого количества секретов.

## Саундтрек
Центральное телевидение Китая разрешило разработчикам использовать главную музыкальную тему из телесериала «Путешествие на Запад» 1986 года.

## Разработка
20 августа 2020 года компания Game Science представила 13-минутный ролик с игровым процессом пре-альфа версии. За один день видео набрало почти 2 миллиона просмотров на YouTube и 10 миллионов — на Bilibili. На тот момент команда Game Science состояла всего из 20 человек. По словам разработчиков, по началу им было сложно привлечь новых специалистов, поскольку китайские студии на тот момент в основном работали над мобильными играми. Поэтому игровой процесс в первую очередь был показан для того, чтобы заинтересовать будущих сотрудников.
8 февраля 2021 года, в рамках празднования года Быка, Game Science выпустили 3-минутный трейлер, в котором были показаны враги, боссы, игровые уровни и используемые в игре заклинания. 19 августа 2021 года Game Science выпустили 12-минутный трейлер игрового процесса, в котором сообщалось, что проект был перенесен на движок Unreal Engine 5.
За четыре года работы над игрой в студию Game Science было нанято свыше 100 человек, и процесс разработки прошёл в целом «гладко». Отмечается, что локализация игры оказалась сложной из-за особенностей романа «Путешествие на Запад», лежащего в основе Black Myth: Wukong. Правки английской версии поступали до самого релиза, а в русском переводе и после релиза присутствовал текст без перевода. В связи с этим представители Game Science извинились перед русскоязычной аудиторией прямо в игре, оставив сообщение: «Примите наши извинения, уважаемые игроки. Перевод этой истории осуществляется с величайшей тщательностью! Пожалуйста, проявите терпение ещё немного».

В преддверии релиза разработчики обратились к российской аудитории в стихотворной форме, подчеркнув «эпичность предстоящего приключения и необходимость продолжать свой путь даже после достижения вершин»: 
Да, на своем облаке я одним прыжком могу покрыть расстояние в сто восемь тысяч ли. Когда вершины ты достиг, не почивай ты ни на миг. Ступай, покорный высшей воле, по всем путям земной юдоли. Твой самый благородный вид печать всех подвигов хранит. Судьбой начертано знаменье, да обретёшь ты просветленье.
В конце 2024 года в игру был добавлен режим испытаний, который позволяет сразиться с боссами, как сольно, так и в формате босс-раша (за редкие предметы). Также появилась карта локаций.

## Выпуск
В интервью IGN China в 2020 году представители Game Science заявили, что планирует выпустить Black Myth: Wukong к 2023 году. В качестве игровых платформ был заявлен ПК, а также все основные консоли текущего поколения. Однако в январе 2023 года разработчики выпустили короткое видео, в котором отмечалось, что релиз проекта состоится в середине 2024 года. Позже появилась конкретная дата 20 августа 2024 года.
Игра была выпущена в заявленный срок на ПК (Windows) и Playstation 5, однако, по словам разработчиков, версия для Xbox была перенесена из-за проблем с оптимизацией для Series S: у консоли меньше оперативной памяти и ниже мощность графического процессора. Тем не менее, ещё в преддверии Xbox Showcase 2024 начали появляться слухи о том, что Game Science заключили с Sony некое соглашение об эксклюзивности Black Myth: Wukong. Вскоре существование тайной сделки подтвердили ряд игровых публицистов, в их числе были Пол Тасси из Forbes, а также портал IGN. В Microsoft косвенно подтвердили эту информацию, опровергнув наличие технических проблем на консолях Xbox.
За первые сутки после релиза ролики с игрой в социальной сети Weibo просмотрело 1,7 миллиарда человек. Black Myth: Wukong также стал самой просматриваемой игрой на Huya, DouYu и Bilibili, собрав в общей сложности 29 миллионов зрителей на всех трёх платформах. По оценкам аналитиков: «Это был рекордный запуск однопользовательской игры на китайских платформах потокового вещания игр, превзошедший показатели Cyberpunk 2077 в 2020 году».
Студия Game Science получила множество похвал за проделанную над Black Myth: Wukong работу. Сравнивая ролики дебютного трейлера (где графика выглядела очень «тонко и детализированно») и финальной версии игры, техно-обозреватели отмечали значительные улучшения в визуальном плане: существенно доработана листва, освещение выглядит гораздо лучше, отражения теней создают более реалистичное изображение, по сравнению с плоским видом старых кадров, а текстуры выглядят более чёткими и детализированными. Итоговый результат выделяется на фоне текущих тенденций в индустрии когда релизные версии игр редко оправдывают ожидания, после красивой графики на анонсе.

## Отзывы критиков
| Сводный рейтинг       | Сводный рейтинг        |
| Агрегатор             | Оценка                 |
| --------------------- | ---------------------- |
| Metacritic            | PC：81/100 PS5：75/100 |
| OpenCritic            | 80%                    |
| Иноязычные издания    |                        |
| Издание               | Оценка                 |
| Edge                  | 6/10                   |
| GameSpot              | 8/10                   |
| GamesRadar+           | [ 35 ]                 |
| Hardcore Gamer        | 4.5/5                  |
| IGN                   | 8/10                   |
| NME                   | [ 38 ]                 |
| PCGamesN              | 8/10                   |
| PC Gamer (US)         | 87/100                 |
| IGN China             | 10/10                  |
| GamingBolt            | 10/10                  |
| COGconnected          | 93/100                 |
| GamerSky              | 10/10                  |
| 3DM                   | 10/10                  |
| Русскоязычные издания |                        |
| Издание               | Оценка                 |
| 3DNews                | 9/10                   |
| GameMAG.ru            | 8/10                   |
| PlayGround.ru         | 8/10                   |
| StopGame.ru           | Похвально              |
| «Мир фантастики»      | (положительная)        |
| «НИМ»                 | 7.9/10                 |

Игра была высоко оценена профильной прессой; её рейтинг на сайте Metacritic составляет 81 балл из 100 (на основе 69 рецензий), что приравнивается к «преимущественно положительному статусу».
Обозреватели наиболее высоко оценили увлекательный геймплей, большое количество разнообразных боссов, а также живописный мир. Отдельной похвалы удостоилась боевая система, основанная на уклонениях, которая бросает вызов навыкам игроков «не хуже, чем в Elden Ring». Некоторые обозреватели посетовали на сюжет, требующий ознакомления с романом «Путешествие на Запад», скудное разнообразие противников и их небольшое количество, а также дизайн уровней — из-за отсутствия карты «в некоторых локациях сложно ориентироваться, но это не повышает интерес, а только раздражает». Кроме того, у ряда рецензентов возникли вопросы к не самой высокой производительности на ПК и к чрезмерному акценту на схватках с боссами в ущерб аспекту исследования.
По мнению IGN, проект получился успешным: у игры есть проблемы с локализацией и технические недостатки, однако «молниеносные бои вышли крайне интересными». Обозреватель GameSpot также похвалил «ошеломляющие» битвы с боссами, сделав акцент на интересной боевой системе, которая вынуждает использовать магические способности и весь арсенал. Лестных отзывов удостоились «фантастически» выглядящие локации игры — от бамбуковой рощи до заброшенного поместья — однако, по мнению рецензента, сам дизайн уровней получился достаточно простым. В свою очередь, портал GamingBolt поставил проекту высшую оценку, назвав его одним из претендентов на звание «Игры года». Главными плюсами были названы «незабываемые» битвы и «захватывающая» боевая система.
Часть рецензентов отметили высокую сложность игры. По мнению Митчелла Зальцмана из IGN, в некоторых моментах Black Myth: Wukong даже сложнее, чем Elden Ring. Однако он подчеркнул, что несмотря на сложность, бои в игре никогда не казались ему нечестными: «Я бы даже сказал, что между этой игрой и Shadow of the Erdtree мне было сложнее пройти самые трудные испытания Wukong».
Игра получила одобрение и поддержку со стороны китайских государственных СМИ, в том числе Центрального телевидения Китая и ИА «Синьхуа». Если в прошлом они критически отзывались о видеоиграх и их влиянии на несовершеннолетних, Wukong, напротив, получила высшие похвалы как триумф традиционной китайской культуры и успех китайской IT-индустрии. Газета «Хуань шибао» объявила, что Wukong «демонстрирует растущую зрелость китайского игрового сектора и интегрированные ресурсные возможности китайских производителей»; «Синьхуа» в редакционном материале назвало игру смелым вторжением китайских разработчиков на рынок AAA-игр, где до сих пор доминировали западные компании, и заявляло, что «отныне языком AAA-игр по умолчанию будет не английский, а китайский».
Незадолго до релиза стало известно, что порталы TechRadar и Screen Rant намеренно занизили свои оценки из-за дефицита в игре «инклюзивности и разнообразия», обвинив разработчиков в сексизме и женоненавистничестве. Муссировались слухи, что компания Sweet Baby Inc. пыталась навязать Game Science свои услуги, требуя в обмен около семи миллионов долларов, однако студия предпочла отказаться от сотрудничества с этой организацией. По мнению прессы, именно из-за этого проект регулярно подвергался нападкам со стороны западных СМИ, ярким примером чего стала статья в IGN 2023 года, состоящая, по утверждению ряда сайтов, из домыслов, неправильного перевода с китайского и т. д., создавая у общественности иллюзию «токсичности» и неподобающего поведения Game Science. Автор статьи после разразившегося скандала предпочла не извиняться за предполагаемые ошибки, а IGN — проигнорировать ситуацию. В схожем стиле была занижена оценка от журналистки портала Screen Rant, которая выделила среди ключевых недостатков проекта «отсутствие инклюзивности и разнообразия». Позже появилась информация, что Game Science запретили журналистам включать в рецензии «политику, насилие, наготу, феминистскую пропаганду, фетишизацию и прочий контент, провоцирующий негативные дискуссии». За нарушение правил пользователей подвергали бану.
Сразу после релиза количество одновременных игроков в Steam достигло 996 371 человек, и в течение нескольких часов их число увеличилось до 2,2 миллионов, это второй показатель за всю историю онлайн-сервиса, уступающий только PUBG. По одновременному онлайну Black Myth: Wukong превзошёл другие популярные однопользовательские игры, такие как Elden Ring и Cyberpunk 2077. По мнению представителей информационного агентства Bloomberg, это может помочь игре «занять прочное место в истории индустрии». В конце года Black Myth: Wukong был признан «Игрой года» на веб-премии The Steam Awards 2024 (голосовании пользователей сервиса), также проект завоевал награды в категориях «Лучшая игра, которая вам не даётся» и «Лучшая игра с выдающимся сюжетом».
По данным Tech4gamers вскоре после релиза игра подверглась ревью-бомбингу на Metacritic. В отзывах критиковали игру за политику Китая, отсутствие «инклюзивных» персонажей и то, что «образы женских персонажей в игре не соответствуют действительности». После того, как об этом стало известно аудитории игры, рейтинг пошёл вверх. Кроме того, сам агрегатор стал удалять недавние негативные отзывы.

### Награды
Бет Парк, получившая признание за свою роль ведущего режиссёра по постановке в игре, в 2024 году была признана BAFTA «Прорывом года».
| Год  | Церемония                     | Категория                                                   | Результат | Прим.         |
| ---- | ----------------------------- | ----------------------------------------------------------- | --------- | ------------- |
| 2023 | gamescom                      | Лучшие визуальные эффекты                                   | Победа    | [ 77 ] [ 78 ] |
| 2023 | gamescom                      | Самый эпичный                                               | Номинация | [ 77 ] [ 78 ] |
| 2024 | Thailand Game Awards          | Игра года                                                   | Победа    | [ 79 ] [ 80 ] |
| 2024 | Thailand Game Awards          | Лучшая игра для PC / консоли                                | Победа    | [ 79 ] [ 80 ] |
| 2024 | Thailand Game Awards          | Лучшее художественное направление                           | Победа    | [ 79 ] [ 80 ] |
| 2024 | Thailand Game Awards          | Лучшая экшен-игра                                           | Победа    | [ 79 ] [ 80 ] |
| 2024 | Golden Joystick Awards        | Игра года                                                   | Победа    | [ 81 ]        |
| 2024 | Golden Joystick Awards        | Лучший визуальный дизайн                                    | Победа    | [ 81 ]        |
| 2024 | Equinox Latam Game Awards     | Игра года                                                   | Победа    | [ 82 ] [ 83 ] |
| 2024 | Equinox Latam Game Awards     | Лучшая игра для PlayStation                                 | Номинация | [ 82 ] [ 83 ] |
| 2024 | Equinox Latam Game Awards     | Лучшая компьютерная игра                                    | Победа    | [ 82 ] [ 83 ] |
| 2024 | Equinox Latam Game Awards     | Приключенческий боевик                                      | Номинация | [ 82 ] [ 83 ] |
| 2024 | Equinox Latam Game Awards     | Саундтрек                                                   | Номинация | [ 82 ] [ 83 ] |
| 2024 | Equinox Latam Game Awards     | Художественное направление                                  | Номинация | [ 82 ] [ 83 ] |
| 2024 | PlayStation Partner Awards    | Главная награда                                             | Победа    | [ 84 ] [ 85 ] |
| 2024 | PlayStation Partner Awards    | Выбор пользователей                                         | Победа    | [ 84 ] [ 85 ] |
| 2024 | The Game Awards               | Игра года                                                   | Номинация | [ 86 ]        |
| 2024 | The Game Awards               | Лучшее направление игры                                     | Номинация | [ 86 ]        |
| 2024 | The Game Awards               | Лучшее художественное направление                           | Номинация | [ 86 ]        |
| 2024 | The Game Awards               | Лучшая экшен-игра                                           | Победа    | [ 86 ]        |
| 2024 | The Game Awards               | Голос игроков                                               | Победа    | [ 86 ]        |
| 2024 | UCG Game Awards               | Игра года                                                   | Победа    | [ 87 ] [ 88 ] |
| 2024 | UCG Game Awards               | Феномен года                                                | Номинация | [ 87 ] [ 88 ] |
| 2024 | UCG Game Awards               | Лучшее художественное выражение                             | Победа    | [ 87 ] [ 88 ] |
| 2024 | UCG Game Awards               | Голос игроков                                               | Победа    | [ 87 ] [ 88 ] |
| 2024 | Steam Awards                  | Игра года                                                   | Победа    | [ 89 ] [ 90 ] |
| 2024 | Steam Awards                  | Лучшая игра, в которой ты не разбираешься                   | Победа    | [ 89 ] [ 90 ] |
| 2024 | Steam Awards                  | Выдающаяся игра с богатым сюжетом                           | Победа    | [ 89 ] [ 90 ] |
| 2025 | D.I.C.E. Awards               | Игра года                                                   | Номинация | [ 91 ] [ 92 ] |
| 2025 | D.I.C.E. Awards               | Выдающееся достижение в области художественного направления | Победа    | [ 91 ] [ 92 ] |
| 2025 | D.I.C.E. Awards               | Экшен-игра года                                             | Номинация | [ 91 ] [ 92 ] |
| 2025 | Game Developers Choice Awards | Игра года                                                   | Ожидается | [ 93 ]        |
| 2025 | Game Developers Choice Awards | Лучший звук                                                 | Ожидается | [ 93 ]        |
| 2025 | Game Developers Choice Awards | Лучший дизайн                                               | Ожидается | [ 93 ]        |
| 2025 | Game Developers Choice Awards | Премия за инновации                                         | Ожидается | [ 93 ]        |
| 2025 | Game Developers Choice Awards | Лучший рассказ                                              | Ожидается | [ 93 ]        |
| 2025 | Game Developers Choice Awards | Лучшая технология                                           | Ожидается | [ 93 ]        |
| 2025 | Game Developers Choice Awards | Лучший визуал                                               | Ожидается | [ 93 ]        |

## Продажи
Продажи игры ещё до релиза (по предзаказам) составили 4,5 млн единиц — доход, равный 1,5 млрд юаней. За первые три дня игра разошлась тиражом 10 миллионов копий, в течение двух недель он увеличился до 18-ти (быстрее продавалась только Palworld), а к концу месяца до 20-ти — один из лучших результатов в истории игровой индустрии. Одновременный онлайн на всех платформах составил более 3 миллионов человек; из них 2,4 миллиона игроков приходились на Steam — больше, чем у любой другой однопользовательской игры за историю этого сервиса. Эти продажи, впрочем, в большой степени обеспечивала китайская аудитория — агентство GameDiscover, в день выхода игры, так оценивало соотношение игроков в Steam по странам: 88,1% из Китая, 3% из США, 1,6% из Гонконга и 1% из Японии. В начале 2025 года тираж игры превысил 25 миллионов копий.

## Влияние
По мнению аналитиков Nikkei Asia, крупный успех Black Myth: Wukong знаменует сдвиг в китайской индустрии видеоигр в сторону премиальных ААА-игр и международной аудитории. Так как 80 % геймеров находятся именно в Китае, при должном уровне подготовке региональные издатели могут мобилизовать до 25-40 % аудитории. По мнению создателей Phantom Blade Zero, популярность Black Myth: Wukong скажется на уверенности других китайских разработчиков крупных тайтлов, и, будучи земляками Game Science, они гордятся игрой и успехом её создателей: «Игры — это очень крепкие мосты, способные объединить разные культуры. Мы […] с нетерпением ждем того момента, когда сможем поделиться с миром ещё одной частичкой китайской культуры». Помимо этого, из-за ажиотажа вокруг Black Myth: Wukong в Китае был зафиксирован дефицит приставок PS5, что стало дополнительным подтверждением изменений в предпочтениях игроков на рынке.
На фоне успеха Black Myth: Wukong китайские компании Tencent и NetEase решили пересмотреть свои инвестиции в японские игровые студии. Решение связано с тем, что местные разработчики так и не создали для них крупных хитов. Руководство NetEase приняло решение закрыть студию Ouka несмотря на успех её игры Visions of Mana, релиз которой состоялся в августе 2024 года. По данным Bloomberg японские студии предпочитают маленькие проекты без риска, в то время как китайские инвесторы хотят от них крупных франшиз. В связи с этим Tencent и NetEase планируют вернуться на домашний рынок, который до выхода Black Myth: Wukong не мог похвастаться известными премиальными играми. Продюсер Konami Нориаки Окамуру заявил, что в 2024 году Black Myth: Wukong стала игрой, которая потрясла его больше всего особо отметив тот факт, что Game Science создали AAA-игру без какого-либо опыта при этом получив номинацию «Игра года» на The Game Awards.